# Disonycha quinquelineata
Disonycha quinquelineata es una especie de escarabajo del género Disonycha, familia Chrysomelidae. Fue descrita científicamente por Latreille en 1811.
Habita desde México hasta Panamá. Especie introducida en Florida. Mide 7.5-10 mm y las patas presentan una coloración rojiza con tarsos oscuros.